# 藤原実宗
藤原 実宗（ふじわら の さねむね）は、平安時代後期から鎌倉時代初期にかけての公卿。藤原北家閑院流西園寺家、権大納言・藤原公通の長男。官位は正二位・内大臣。西園寺家3代。坊城内大臣、大宮、五条と号す。

## 経歴
以下、『公卿補任』と『尊卑分脈』の内容に従って記述する。
久安4年（1148年）1月7日、叙爵。久寿2年（1155年）11月12日、従五位上に昇叙。保元2年（1157年）1月24日、侍従に任ぜられる。保元3年（1158年）8月10日、右少将に任ぜられる。平治元年（1159年）1月3日、正五位下に昇叙され26日には備後介を兼ねる。応保元年（1161年）1月5日、従四位下に昇叙。10月19日、右中将に任ぜられる。長寛元年（1163年）1月5日、従四位上に昇叙され21日には伊予権介を兼ねる。永万元年（1165年）7月25日、正四位下に昇叙。仁安3年（1168年）1月11日、讃岐介を兼ねる。嘉応2年（1170年）12月30日、蔵人頭に補される。承安3年（1173年）4月8日、父の喪に服す。同年6月12日、復任する。
安元2年（1176年）12月5日、参議に任ぜられる。同月8日には中将の兼官を許される。治承元年（1177年）1月24日、備前権守を兼ねる同年12月17日には従三位に叙される。治承3年（1179年）9月5日、正三位に昇叙。寿永元年（1182年）3月8日、備後権守を兼ねる。寿永2年（1183年）1月22日、権中納言に任ぜられる。同年2月18日、勅授帯剣を許される。元暦元年（1184年）7月24日、従二位に昇叙。文治元年（1185年）12月25日、正二位に昇叙。
文治5年（1189年）7月10日、権大納言に任ぜられる。建久2年（1191年）3月28日、大納言に転正。建久9年（1198年）4月23日、大嘗会検校に補されるが母の喪に服す。同年12月には復任した。元久2年（1205年）11月24日、内大臣に任ぜられる。建永元年（1206年）3月13日、内大臣を辞退した。同年11月27日、出家。建暦2年（1212年）10月29日、薨去。

## 西園寺家初の内大臣
後に西園寺家と称されることになる藤原通季の子孫の中で、実宗は初めて内大臣に任ぜられたのであるが、その過程には少なからず紆余曲折があった。元久2年（1205年）当時、藤原隆忠が右大臣に転任後の内大臣は空席となっていた。同年6月に実宗よりも席次が下であった源通資が内大臣に任ぜられる事を望んでいると実宗は耳にする。同月19日には八条院が通資を内大臣に任ずるよう後鳥羽院に迫ったと実宗は伝え聞いたのだが、もし通資が実宗を越えて内大臣に任ぜられた場合にはどのようにすれば良いかと、実宗は娘婿であった藤原定家をわざわざ自邸に招いて相談したのである。定家はそのようなことになった場合は籠居すれば良い、と返答している。
結局、通資は内大臣に任ぜられることなく同年7月8日に薨去するが、実宗が内大臣に任ぜられたのは同年11月24日である。

## 琵琶の秘曲伝授に関わる
実宗が藤原師長の弟子として琵琶の秘曲伝授を受けたことは『文机談』にも見えるが、実宗の日記『六条入道内大臣殿御記』によると、建久3年（1192年）6月27日、藤原師長から啄木を伝授された時の様子が詳しく記されている。さらに実宗自身が師として建久5年（1194年）3月1日には守貞親王に石上流泉を、正治2年（1200年）3月14日には同じく守貞親王に啄木を伝授したことが記されている。
ただし、後鳥羽院が自ら琵琶を学ぼうとして琵琶の御師を選ぼうとした際に、実宗と藤原兼実が候補に挙げられて兼実が政治的に失脚したことで実宗が優位となっていたが、院の母である七条院の従兄弟で同じ師長の弟子であった藤原定輔が涙ながらに懇願したために定輔が選ばれた。外戚出身で院近臣の定輔が選ばれたことを知った実宗は憤りの余り「いまより後は家中に琵琶をとり入るべからず」と宣言したが、結局は実宗本人が琵琶を絶つことが出来ず、儀式や行事の際には定輔と実宗（あるいは公経）が交替で琵琶の奏者を務めている。
西園寺家はこののち琵琶秘曲伝授を代々受け継いでいくことになるが、その基礎を実宗が固めたということができる。

## 『千載和歌集』初出歌人
実宗は父公通と同じく『千載和歌集』が勅撰集初出であり、第16巻上に作者名「権中納言実宗」として次の歌が選ばれている。
第1047番
- 播磨がた須磨の晴れ間に見わたせば浪も雲居のものにぞありける

## 御子左家と姻戚関係に
実宗の女子の一人は藤原定家に嫁して後堀河院民部卿典侍、香、為家らを生んでいる。この結婚が家格に差のある婚姻であるように論じられることがある。

## 官歴
- 久安4年（1148年）正月7日：従五位下
- 久寿2年（1155年）11月12日：従五位上
- 保元2年（1157年）正月24日：侍従
- 保元3年（1158年）8月10日：右近衛少将
- 保元4年（1159年）正月3日：正五位下
- 保元4年（1159年）正月26日：備後介
- 永暦2年（1161年）正月5日：従四位下
- 応保元年（1161年）10月19日：右近衛中将
- 応保3年（1163年）正月5日：従四位上
- 応保3年（1163年）正月21日：伊予権介
- 永万元年（1165年）7月25日：正四位下
- 仁安3年（1168年）正月11日：讃岐介
- 嘉応2年12月30日（1171年2月）：蔵人頭
- 安元2年12月5日（1177年1月）：参議
- 安元3年（1177年）正月24日：備前権守
- 治暦元年12月17日（1178年1月）：従三位
- 治暦3年（1179年）9月5日：正三位
- 養和2年（1182年）3月8日：備後権守
- 寿永2年（1183年）正月22日：権中納言
- 元暦元年（1184年）7月24日：従二位
- 文治元年12月25日（1186年1月）正二位
- 文治5年（1189年）7月10日：権大納言
- 建久2年（1191年）3月28日：大納言
- 建久9年（1198年）4月23日：大嘗祭検校
- 元久2年11月24日（1206年1月）：内大臣
- 建永元年（1206年）11月27日：出家

## 系譜
- 父：藤原公通
- 母：藤原通基の娘
- 妻：藤原教良の娘
  - 男子：三条公定（1163-?） - 清水谷流
  - 男子：公修
- 妻：持明院基家の娘
  - 男子：西園寺公経（1171-1244）
- 生母不明
  - 男子：藤原公仲
  - 男子：公暁
  - 女子：藤原隆忠室
  - 女子：藤原公国室
  - 女子：藤原定家室（1166-1246）